# Alexander Winter
Alexander Winter (19. srpna 1836 Tvrdošovce – 19. dubna 1909 Piešťany) byl slovenský podnikatel v lázeňství maďarsko-židovského původu, budovatel lázní Piešťany. Jako nájemce lázní od roku 1889 přispěl k rozmachu lázní a města, propagoval Piešťany i mimo území Rakousko-Uherska. Byl otcem Ľudovíta a Imricha Winterových.

## Život
Studoval v Nových Zámcích, působil jako obchodník a podnikatel. Založil v Šahách obchod s textilním zbožím. Zabýval se výstavbou župních cest a později postavil cihelnu, vápenku a velkou parní pilu.

### Nájemce piešťanských lázní
V roce 1889 (podle některých zdrojů již v roce 1888) si pronajal od hraběte Františka Erdődyho piešťanské lázně a založil firmu Alexander Winter a synové, podnik generálního pronájmu lázní. Nájemní smlouva byla několikrát obnovována, celkem až na období 99 let. Winter postupně nechal opravit a zvelebovat starší lázeňské budovy, zároveň přistupoval k výstavbě nových objektů. Lázně byly zanedbané a dlouhá léta se do nich pořádně neinvestovalo. Dal zrekonstruovat budovy dnešních Napoleonských lázní, Kurhotel (dnešní ředitelství lázní) a menší hospodářské budovy. Syna Františka pověřil vedením podniku v Šahách a Ludvíka v roce 1890 zavolal do Piešťan, aby mu pomáhal při řízení a budování lázní. Připojil se k němu i bratr Imrich, který se stal později prvním předsedou Piešťanské muzejní společnosti a zakladatelem piešťanského muzea (dnešní Balneologické muzeum Imricha Wintera). V letech 1893/1894 dal Alexander vybudovat Lázeňskou dvoranu (Kursalon) a letní divadlo s kapacitou 400 sedadel. V roce 1893 založil „dělnický penzionát“ – pozdější Dělnickou nemocnici s názvem „Pro labore“ nebo „A munkának“ a získal pro působení v ní mladého talentovaného a obětavého lékaře MUDr. Eduarda Weisze. Později byl v areálu nemocnice postaven i pavilon Alexander, pojmenovaný právě podle Alexandra Wintera. V letech 1897/1898 dal na Lázeňském ostrově (slovensky Kúpeľný ostrov) postavit moderní lázeňskou budovu „Lázně Františka Josefa I.“. Budova byla pojmenována podle tehdy vládnoucího panovníka monarchie na počest 50. výročí jeho nástupu na trůn. Až do postavení léčebného domu Thermia a lázní Irma (1910 – 1912) byla nejmodernější lázeňskou budovou piešťanských lázní. V roce 1967 byla zbourána.
Přelomový příspěvek Alexandra Wintera k rozvoji lázní se váže k propagaci léčby doma i v zahraničí. Díky jeho podnětu, jakož i podnětu jeho syna Ludvíka, vytvořil koncem 19. století mladý budapešťský grafik Artur Heyer pro piešťanské lázně známý symbol berlolámače. V roce 1903 koupili Winterovi starý hotel Zelený strom, který zrekonstruovali a spojili se sousedním odkoupeným domem. Tak vznikl penzion s 30 moderně zařízenými pokoji. Původně židovská rodina Winterových v roce 1907 konvertovala na katolickou víru.
Winter zemřel v roce 1909, je pohřben na židovském neologickém hřbitově v Šahách.